# Ciro Immobile
Ciro Immobile (Torre Annunziata, 20 febbraio 1990) è un calciatore italiano, attaccante del Bologna. Con la nazionale italiana è diventato campione d'Europa nel 2021.
Cresciuto nei settori giovanili di Sorrento prima e Juventus poi, emerge tra le file di Pescara e Torino vincendo con queste ultime due titoli di capocannoniere, rispettivamente in Serie B (2011-2012) e in Serie A (2013-2014). Alla Lazio – club a cui ha legato i maggiori trascorsi della carriera – si afferma tra i migliori attaccanti italiani della sua generazione, trionfando per altre tre volte nella classifica marcatori della Serie A (2017-2018, 2019-2020 e 2021-2022) – divenendo il primo calciatore italiano a vincere il titolo di capocannoniere per quattro volte – e per una in quella della UEFA Europa League (2017-2018): diventa inoltre il migliore marcatore di sempre della squadra biancoceleste in tutte le competizioni.
Nel palmarès annovera un campionato di Serie B (2011-2012) con il Pescara, una Supercoppa di Germania (2014) con il Borussia Dortmund, una Coppa Italia (2018-2019) e due Supercoppe italiane (2017 e 2019) con la Lazio e una Supercoppa di Turchia (2024) con il Beşiktaş.
Nel campionato 2019-2020 ha eguagliato il record di reti segnate in Serie A in una singola stagione, 36, le stesse che gli sono valse la vittoria della Scarpa d'oro. Sempre a livello individuale, è stato nominato per due volte miglior attaccante ai Premi Lega Serie A (2019-2020 e 2021-2022) oltreché inserito quattro volte nella squadra dell'anno AIC (2014, 2018, 2020 e 2022) e una nella squadra della stagione della UEFA Europa League (2018).

## Biografia
È sposato dal 2014 con Jessica, conosciuta durante i trascorsi a Pescara: la coppia ha quattro figli. Nel biennio 2016-2017 è stato presidente onorario del Savoia.

## Caratteristiche tecniche
Centravanti capace di spaziare su tutto il fronte d'attacco, tra i suoi principali punti di forza annovera senso del gol, dribbling nello stretto e tiro di prima intenzione, da ogni posizione e con entrambi i piedi. Dotato di buona tecnica di base – «un formidabile stoccatore pur senza avere fondamentali ineccepibili» –, ciò nonostante il fisico possente, l'esplosività e la resistenza nella corsa gli permettono di eccellere all'interno di sistemi tattici che esaltano queste caratteristiche, cioè volti a creare spazi che Immobile, impiegato al meglio come unica punta centrale, può attaccare in verticale; al contrario, risulta meno efficace se costretto a giocare da pivot all'interno dell'area di rigore o al fraseggio coi compagni di squadra.
Nonostante il già significativo score sottorete, nella prima parte di carriera ha continuato a dividere gli addetti ai lavori tra suoi estimatori, che lo vedevano vittima di stereotipi e pregiudizi duri a morire, e altrettanti detrattori; questi ultimi, in particolare, ne riscontravano una certa fragilità caratteriale – ammessa dallo stesso Immobile, nello specifico davanti a difficoltà ambientali – che, a loro dire, ne avrebbe impedito l'affermazione anche al di fuori del contesto italiano o in club con ambizioni di primo livello.
Dopo la vittoria della Scarpa d'oro e il record di gol in una stagione in Serie A, malgrado il persistere di critiche – provenienti soprattutto dalla stampa estera – circa la capacità di esprimersi al massimo solo grazie a una squadra che giochi per lui, c'è chi gli riconosce di avere raggiunto una definitiva maturità, avendo imparato «a caricarsi la propria squadra sulle spalle» oltreché essere diventato più perseverante e in grado di trovare sempre la via del gol, arrivando anche a definirlo «l'attaccante italiano più di talento e più costante» degli anni 2010.

## Carriera

### Club

#### Gli inizi, Sorrento e Juventus
Muove i primi passi nella scuola calcio Torre Annunziata '88, per poi trasferirsi nella Maria Rosa Salerno e infine nel vivaio della Salernitana, dove tuttavia non riesce a emergere. Approda pertanto nelle giovanili del Sorrento dove, con la squadra Allievi, nella stagione 2006-2007 realizza 30 reti, tra cui una doppietta ai pari età del Torino che impressiona gli osservatori della Juventus. Nel 2007, a 17 anni, viene quindi acquistato per 80.000 euro proprio dal club piemontese – su spinta di Ciro Ferrara, all'epoca responsabile del settore giovanile bianconero –, che lo aggrega alla propria squadra Primavera. Il 23 febbraio 2009 contribuisce alla vittoria del Torneo di Viareggio, mettendo a segno una doppietta nella vittoriosa finale contro la Sampdoria.
Esordisce in prima squadra e in Serie A a 19 anni, il 14 marzo 2009, in Juventus-Bologna (4-1), subentrando nei minuti di recupero ad Alessandro Del Piero. La stagione successiva fa il suo esordio anche nelle coppe europee, rilevando ancora Del Piero al 68' della partita Bordeaux-Juventus (2-0) del 25 novembre 2009, valevole per la fase a gironi della UEFA Champions League; nel corso dell'annata 2009-2010 esordisce anche in Coppa Italia e ottiene due ulteriori presenze in Serie A.
Il 15 febbraio 2010 conquista nuovamente il Torneo di Viareggio, segnando una tripletta nella finale vinta contro l'Empoli (4-2): nell'occasione è stato nominato migliore giocatore dell'edizione, ricevendo il "Golden Boy", e ottenuto il titolo di capocannoniere con 10 reti. Nelle due edizioni del Viareggio a cui ha partecipato, con 14 gol totali eguaglia l'allora record di Renzo Cappellaro mentre, con le 10 reti del 2010, stabilisce l'allora primato di marcature in una singola edizione del torneo; entrambi i record saranno successivamente battuti da Andrea Mazia tra il 2022 e il 2023.

#### Siena e Grosseto
Il 1º luglio 2010 passa in prestito al Siena, in Serie B, insieme a Luca Marrone. Esordisce con i bianconeri il successivo 13 agosto in Siena-Ternana (2-0), valevole per il secondo turno di Coppa Italia, subentrando al 31' della ripresa a Emanuele Calaiò. Esordisce poi in campionato alla quarta giornata contro il Cittadella (3-1 per i toscani), rilevando Calaiò al 55'. Segna la sua prima rete tra i professionisti il 27 ottobre 2010 contro il Lecce (sconfitta per 3-2), nell'incontro valido per il terzo turno di Coppa Italia. La prima rete in campionato arriva il 20 novembre contro il Portogruaro.
Con i senesi non riesce a trovare spazio sicché il 25 gennaio 2011 la Juventus lo dirotta in prestito, nella stessa categoria, ai corregionali del Grosseto. Esordisce con i biancorossi quattro giorni dopo, nella trasferta vinta contro il Vicenza (0-1 il finale), sostituendo Ferdinando Sforzini al 64'. Segna la sua prima e unica rete con i maremmani il 18 febbraio nel derby toscano contro l'Empoli.

#### Pescara
Il 17 agosto 2011 viene ceduto in prestito al Pescara, in Serie B. Segna la sua prima rete con gli abruzzesi alla prima giornata di campionato contro il Verona (vittoria per 1-2). Frattanto il 30 gennaio 2012, la Juventus cede metà del cartellino al Genoa per 4 milioni di euro, lasciando il giocatore in prestito in Abruzzo fino al termine della stagione.
Sotto la guida dell'allenatore Zdeněk Zeman e giocando al fianco di altri promettenti elementi quali Marco Verratti e Lorenzo Insigne, nella stagione 2011-2012 contribuisce alla vittoria del campionato e al ritorno in Serie A del Pescara dopo venti anni di assenza; sul piano personale realizza 28 reti in campionato, laureandosi capocannoniere e diventando il giocatore pescarese ad aver segnato più gol in una sola stagione, superando le 21 reti di Stefano Rebonato nel campionato di Serie B 1986-1987.
Il 18 giugno 2012 la compartecipazione tra Genoa e Juventus viene rinnovata con diritti sportivi in favore dei rossoblù.

#### Genoa e Torino

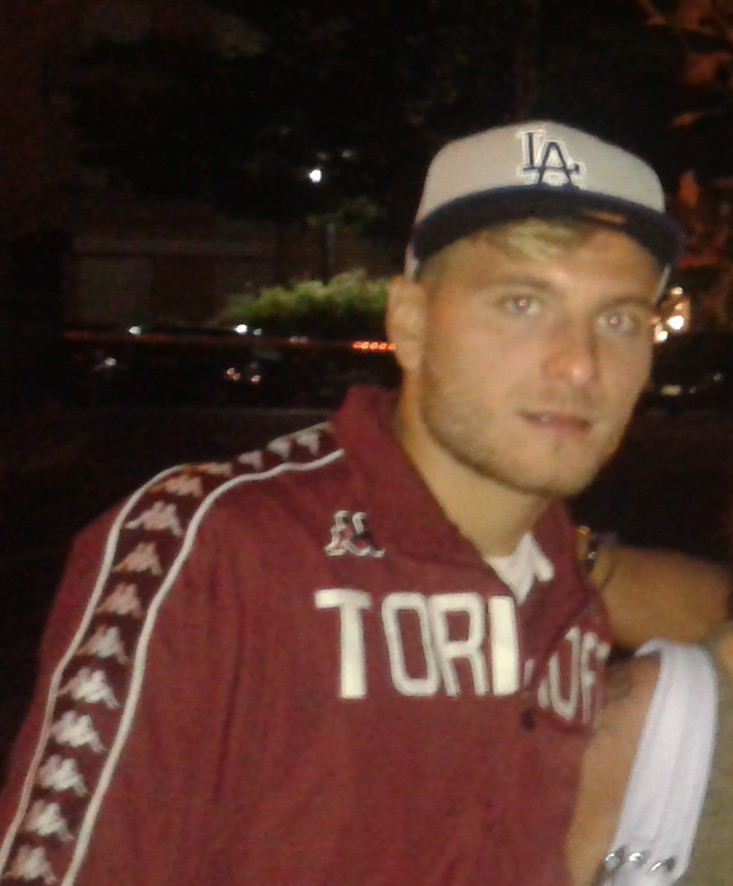
Immobile al Torino nel 2014

Esordisce con la squadra ligure il 18 agosto 2012 nella partita valida per il terzo turno di Coppa Italia persa ai rigori contro il Verona, subentrando al 31' della ripresa al posto di Davide Biondini. Esordisce in Serie A il 26 agosto 2012 contro il Cagliari (vittoria per 2-0), siglando, a 5' dal termine, la sua prima rete nella massima serie. Conclude la stagione con 34 presenze e 5 gol segnati in totale.
Il 12 luglio 2013, la Juventus risolve a proprio favore la compartecipazione con il Genoa e nello stesso giorno cede la metà del cartellino di Immobile al Torino.
il 17 agosto 2013 esordisce in granata nella sconfitta interna di Coppa Italia contro il Pescara (1-2), e in quella stessa occasione va a segno per la prima volta con la maglia del Toro al 53'. Il 25 agosto 2013 fa quindi il suo esordio in campionato (Torino-Sassuolo 2-0). Il campionato 2013-2014 è particolarmente positivo per il centravanti campano, che – con il partner d'attacco Cerci – conduce la formazione allenata da Ventura alla qualificazione in UEFA Europa League dopo venti anni di assenza dalle manifestazioni europee. Con 22 reti in 33 presenze, Immobile si laurea capocannoniere della Serie A: è il primo calciatore del Torino a riuscirci dagli anni 70, nonché il tredicesimo calciatore ad aver vinto la classifica marcatori sia in Serie A sia in Serie B.
A fine stagione il Torino riscatta dalla Juventus, per 8 milioni di euro, l'intero cartellino del giocatore.

#### Borussia Dortmund

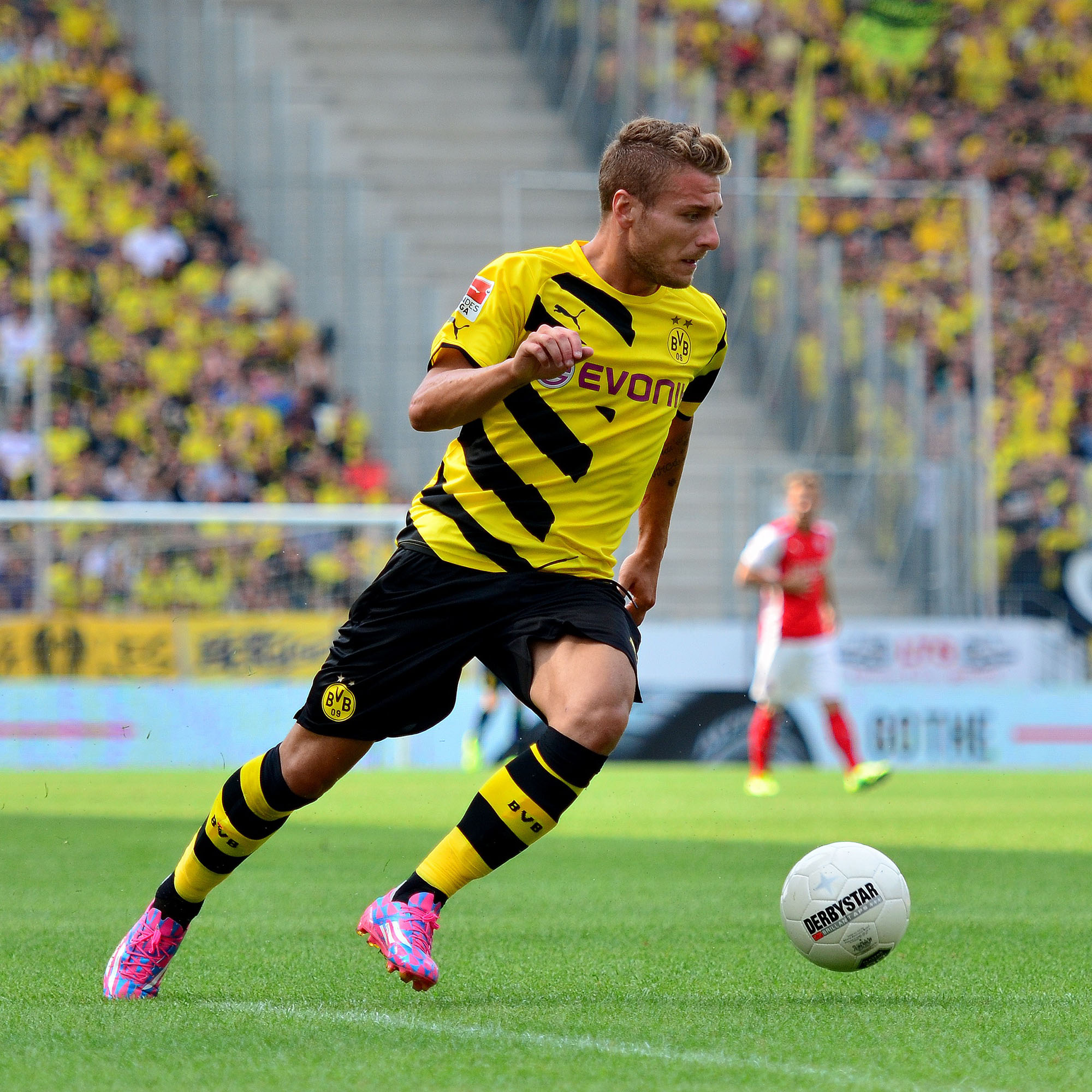
Immobile in azione al Borussia Dortmund nel luglio 2014

Il 2 giugno 2014 viene formalizzato il passaggio del giocatore al club tedesco del Borussia Dortmund per 19,4 milioni di euro; Esordisce con la nuova squadra il 13 agosto seguente, nella Supercoppa di Germania contro il Bayern Monaco, vinta 2-0 dalla formazione giallonera.
Esordisce in campionato il 23 dello stesso mese, nella partita persa in casa per 0-2 contro il Bayer Leverkusen. Il 16 settembre, all'esordio in UEFA Champions League coi colori gialloneri, segna il suo primo gol con la maglia del Borussia nella vittoria per 2-0 contro l'Arsenal.
Il 27 settembre evita la sconfitta dei suoi realizzando all'86' la rete, la prima per lui in Bundesliga, del definitivo 2-2 contro lo Stoccarda. Il 28 ottobre mette invece a referto la sua prima marcatura in Coppa di Germania nella trasferta vinta 3-0 sul campo del St. Pauli, fornendo anche l'assist per il gol di Reus.
Il 3 marzo 2015, sempre in Coppa di Germania, mette a segno la sua prima doppietta con la maglia del Borussia nella vittoria in trasferta per 2-0 contro la Dinamo Dresda; questa vittoria qualifica i gialloneri ai quarti. Immobile conclude quella che rimarrà la sua unica stagione in Germania totalizzando 10 reti tra campionato e coppe, di cui sole 3 in Bundesliga dove, peraltro, spesso si ritrova a partire dalla panchina; ben diverso è il rendimento in Champions dove l'attaccante realizza 4 gol in 6 partite con il Borussia, eliminato agli ottavi dalla Juventus.

#### Siviglia e ritorno a Torino

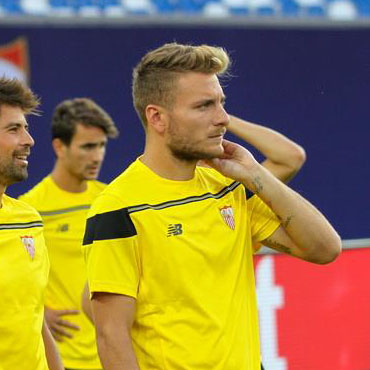
Immobile in riscaldamento prepartita con il Siviglia per la Supercoppa UEFA 2015

Dopo una stagione in terra tedesca con più ombre che luci, dettata anche da problemi ambientali, il 12 luglio 2015, il Borussia Dortmund lo cede in prestito con obbligo di riscatto agli spagnoli del Siviglia. Esordisce con gli andalusi l'11 agosto seguente, nella Supercoppa UEFA persa 5-4 ai supplementari contro il Barcellona, subentrando nel secondo tempo e fornendo a Konopljanka l'assist del momentaneo 4-4. Segna il suo primo gol con la nuova maglia l'8 novembre seguente, nella Liga, mettendo nell'occasione fine a un digiuno di gol lungo otto mesi, nella vittoria per 3-2 contro il Real Madrid.
Tuttavia, neanche in Spagna l'attaccante riesce a esprimersi su livelli soddisfacenti, sicché il 14 gennaio 2016 chiude la sua esperienza a Siviglia e, contemporaneamente, viene ceduto in prestito al club dov'era salito alla ribalta diciotto mesi prima, il Torino. Il 16 gennaio 2016 torna al gol al suo secondo esordio in maglia granata, aprendo le marcature su rigore nella sfida vinta 4-2 sul Frosinone. In seguito realizza due doppiette contro Palermo (1-3) e Genoa (persa 3-2).

#### Lazio

##### I primi trofei (2016-2019)
Il 27 luglio 2016, a 26 anni, il Siviglia lo cede a titolo definitivo alla Lazio. Il successivo 21 agosto, a Bergamo, esordisce con la squadra capitolina e realizza il suo primo gol, aprendo le marcature nella trasferta di campionato vinta per 3-4 contro l'Atalanta. Il 1º ottobre 2016 arriva la prima doppietta in occasione della trasferta vinta, per 3-0, contro l'Udinese. Il 1º marzo 2017 mette a segno la sua prima rete in un derby di Roma in occasione della semifinale di Coppa Italia vinta 2-0; nella finale del 17 maggio, la sua squadra viene superata per 2-0 dalla Juventus. Termina la stagione con 26 reti realizzate, di cui 23 in campionato e 3 in Coppa Italia.

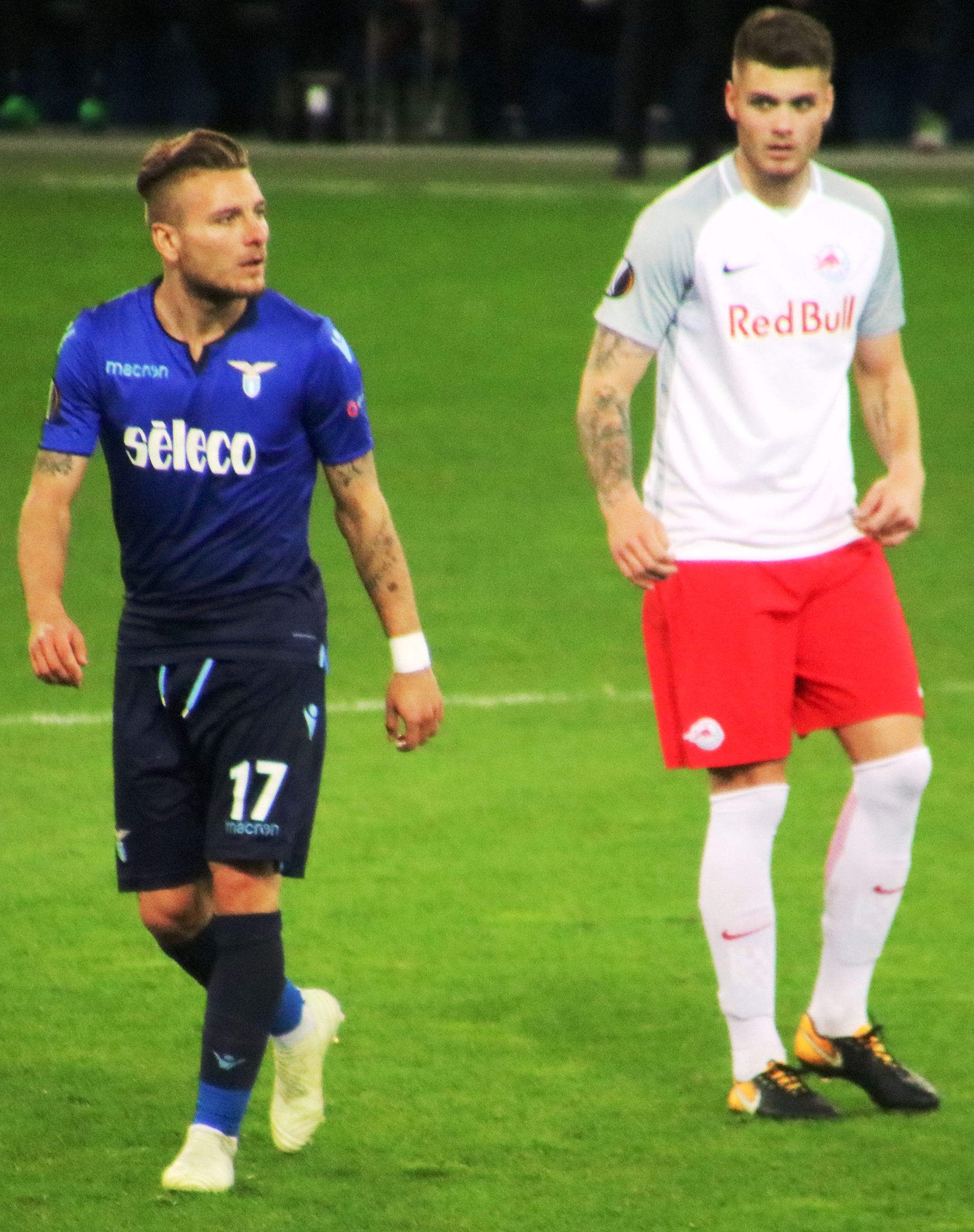
Immobile (a sinistra) alla Lazio, alle prese con Ćaleta-Car del, durante una trasferta di UEFA Europa League 2017-2018, edizione che lo vedrà capocannoniere in coabitazione col bilbaino Aduriz

Il 13 agosto 2017, all'inizio della stagione successiva, mette a segno una doppietta contro la Juventus nella partita valida per l'assegnazione della Supercoppa italiana 2017, contribuendo alla vittoria sui bianconeri per 2-3. Il 10 settembre successivo mette a segno la sua prima tripletta con la maglia della Lazio in occasione della vittoria casalinga contro il Milan, battuto 4-1. Quattro giorni più tardi sigla la sua prima rete in campo internazionale con indosso la casacca biancoceleste in occasione della trasferta vittoriosa, per 2-3, contro gli olandesi del Vitesse. Il 6 gennaio 2018 realizza una quaterna nella vittoria per 5-2 sul campo della SPAL, mentre il successivo 22 febbraio mette a segno la sua prima tripletta in ambito internazionale contro la Steaua Bucarest. Nel corso della stagione, la più brillante della sua carriera sul piano realizzativo, entra nella top ten dei migliori marcatori biancocelesti di tutti i tempi, diventando inoltre il più prolifico cannoniere stagionale nella storia del club capitolino, considerando sia i gol totalizzati fra tutte le competizioni sia quelli messi a segno nel solo campionato. Alla conclusione della UEFA Europa League 2017-2018 vince con 8 reti, al pari di Aritz Aduriz, la classifica cannonieri della competizione, venendo anche inserito nella squadra ideale del torneo. Il 20 maggio, con la conclusione del campionato, vince anche la classifica dei marcatori della Serie A per la seconda volta in carriera, a pari merito con l'interista Mauro Icardi, con un totale di 29 reti; in precedenza i soli Zlatan Ibrahimović e Luca Toni erano stati capaci di laurearsi capocannonieri della Serie A con due squadre diverse. Conclude la sua seconda stagione con la maglia biancoceleste con un bottino di 47 presenze e 41 gol.
Il 25 ottobre 2018 disputa la sua centesima partita con indosso la maglia della Lazio, in occasione della trasferta europea, vinta per 1-3, contro i francesi dell'Olympique Marsiglia. La stagione 2018-2019 non vede Immobile ripetersi in fase realizzativa come l'annata precedente; tuttavia solleva la Coppa Italia, il suo secondo trofeo in maglia biancoceleste, realizzando 3 gol in 5 gare nella manifestazione. Conclude la stagione realizzando 15 gol in campionato.

##### La Scarpa d'oro, i primi record societari (2019-2021)

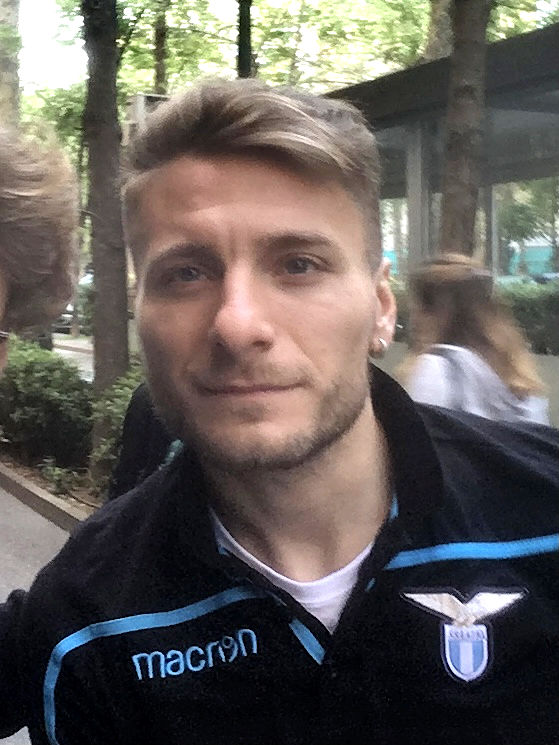
Immobile fuori dal campo con il club biancoceleste nel 2019

Il 25 agosto 2019, alla prima gara ufficiale della stagione 2019-2020 (la sua quarta a Roma), realizza una doppietta nel 3-0 esterno alla Sampdoria che gli permette di raggiungere il traguardo dei 100 gol in Serie A. Il successivo 3 novembre, aprendo le marcature nella vittoria di campionato 2-1 a San Siro sul Milan, tocca anche le 100 reti totali con la maglia laziale; quattro giorni dopo, nella sconfitta interna di UEFA Europa League contro il Celtic, trova comunque una rete che, limitatamente alla Coppa UEFA/Europa League, gli permette di staccare Pierluigi Casiraghi e diventare il migliore marcatore biancoceleste nella seconda manifestazione continentale per club. Sul finire del 2019, il 22 dicembre scende poi in campo da titolare nella vittoriosa sfida di Supercoppa italiana a Riad contro la Juventus (3-1), che gli vale il suo terzo trofeo nella Capitale. Al giro di boa del campionato realizza 23 reti: meglio di lui ha fatto solo Antonio Angelillo nella stagione 1958-1959. Chiude il campionato con 36 gol in 37 gare che, oltre a issarlo per la terza volta a capocannoniere del campionato italiano, gli permettono di eguagliare il primato di reti in una singola stagione della Serie A a girone unico, stabilito quattro anni prima da Gonzalo Higuaín, e soprattutto di vincere la Scarpa d'oro quale migliore marcatore della stagione calcistica europea, terzo italiano dopo Luca Toni e Francesco Totti.
Il 20 ottobre 2020, alla quinta stagione a Roma, esordisce coi colori biancocelesti in UEFA Champions League, aprendo le marcature nella gara vinta 3-1 contro la sua ex squadra del Borussia Dortmund. Il 12 maggio 2021, alla terz'ultima giornata di campionato, realizza allo scadere il gol dell'1-0 contro il Parma, raggiungendo quota 150 gol in maglia laziale: supera così una prima volta la leggenda biancoceleste Silvio Piola, diventando il primatista sottorete del club per quanto concerne le sole competizioni ufficiali.

##### Le stagioni da capitano (2021-2024)

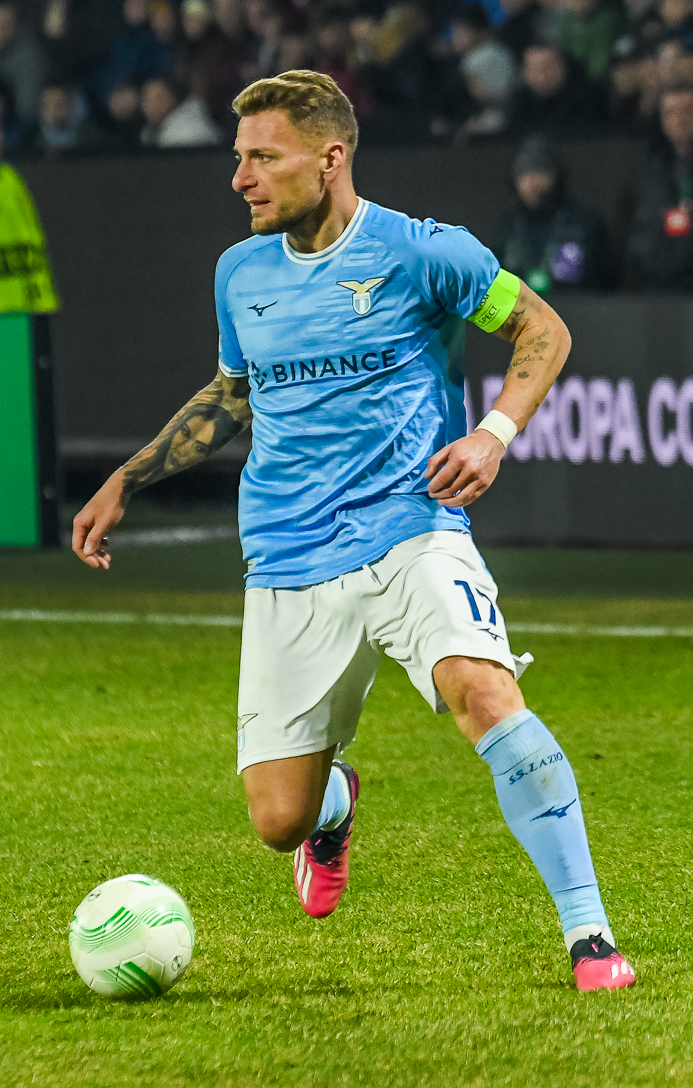
Immobile in azione da capitano laziale durante una trasferta di UEFA Europa Conference League 2022-2023

Nell'estate seguente, stante le partenze del capitano Senad Lulić e del suo vice Marco Parolo, Immobile eredita la fascia di capitano dei biancocelesti. Il 4 novembre 2021, in occasione della trasferta di UEFA Europa League contro l'Olympique Marsiglia (2-2), segna il suo 160º gol per la Lazio: supera così definitivamente Piola nella storia capitolina e assurge a migliore marcatore laziale di tutti i tempi. Nella stessa stagione, grazie al rigore trasformato nella vittoria esterna contro il Cagliari (0-3) del 5 marzo 2022, realizza il suo 143º gol in Serie A con la maglia biancoceleste, eguagliando Piola anche per quanto concerne questo record societario, per poi superarlo, sempre dagli undici metri, nove giorni dopo con la rete decisiva ai danni del Venezia (1-0). Il 16 aprile, con il gol del definitivo 1-1 segnato nella partita casalinga contro il Torino, diventa il primo calciatore italiano nella storia della Serie A a realizzare almeno 25 reti in tre campionati differenti, il terzo in assoluto dopo Gunnar Nordahl e István Nyers. Conclude il campionato con 27 marcature all'attivo, ottenendo il titolo di capocannoniere e diventando il primo italiano nella storia a vincere la classifica marcatori per quattro volte in carriera; i risultati ottenuti in stagione gli consentono di bissare la vittoria quale miglior attaccante ai Premi Lega Serie A, già ottenuta nell'edizione 2019-2020, diventando il primo calciatore a trionfare per due volte nella categoria dalla sua istituzione.
Il 13 ottobre 2022, all'esordio della sua settima stagione capitolina, sblocca il punteggio della sfida di UEFA Europa League contro lo Sturm Graz (2-2), superando Simone Inzaghi e diventando così il primatista laziale di reti nelle competizioni confederali. Con la squadra biancoceleste nel frattempo declassata in UEFA Europa Conference League, il 16 febbraio 2023 realizza il suo primo gol – nonché il primo nella storia della Lazio – nella suddetta competizione, che vale il successo per 1-0 sul CFR Cluj nell'andata dei play-off.
Il 2 settembre 2023, nella partita vinta per 1-2 sul campo del Napoli e valida per la terza giornata di Serie A 2023-2024, sua ottava stagione a Roma, gioca la sua 300ª gara in tutte le competizioni in maglia biancoceleste. Il successivo 7 novembre, in occasione della gara interna di UEFA Champions League vinta per 1-0 contro il Feyenoord, segna il suo 200º gol in tutte le competizioni con la casacca della Lazio. Il 25 dello stesso mese segna su rigore il gol del momentaneo vantaggio sul campo della Salernitana, diventando il primo calciatore a segnare 100 reti in trasferta in Serie A. Ulteriormente il 10 febbraio 2024, con la rete segnata al Cagliari nella trasferta poi vinta per 3-1, raggiunge i 200 gol – 8º di sempre – nel campionato italiano. Ciò nonostante chiude la sua ottava stagione capitolina con sole 11 reti segnate, mostrando per la prima volta in carriera un importante calo fisico tanto che, prima Maurizio Sarri e poi Igor Tudor, gli preferiscono spesso il più giovane Valentín Castellanos come centravanti titolare. È il preludio alla separazione dal club laziale a fine stagione, dopo otto anni di militanza, per un bilancio di 340 presenze, 207 gol, 3 trofei vinti e 3 titoli di capocannoniere.

#### Beşiktaş e Bologna

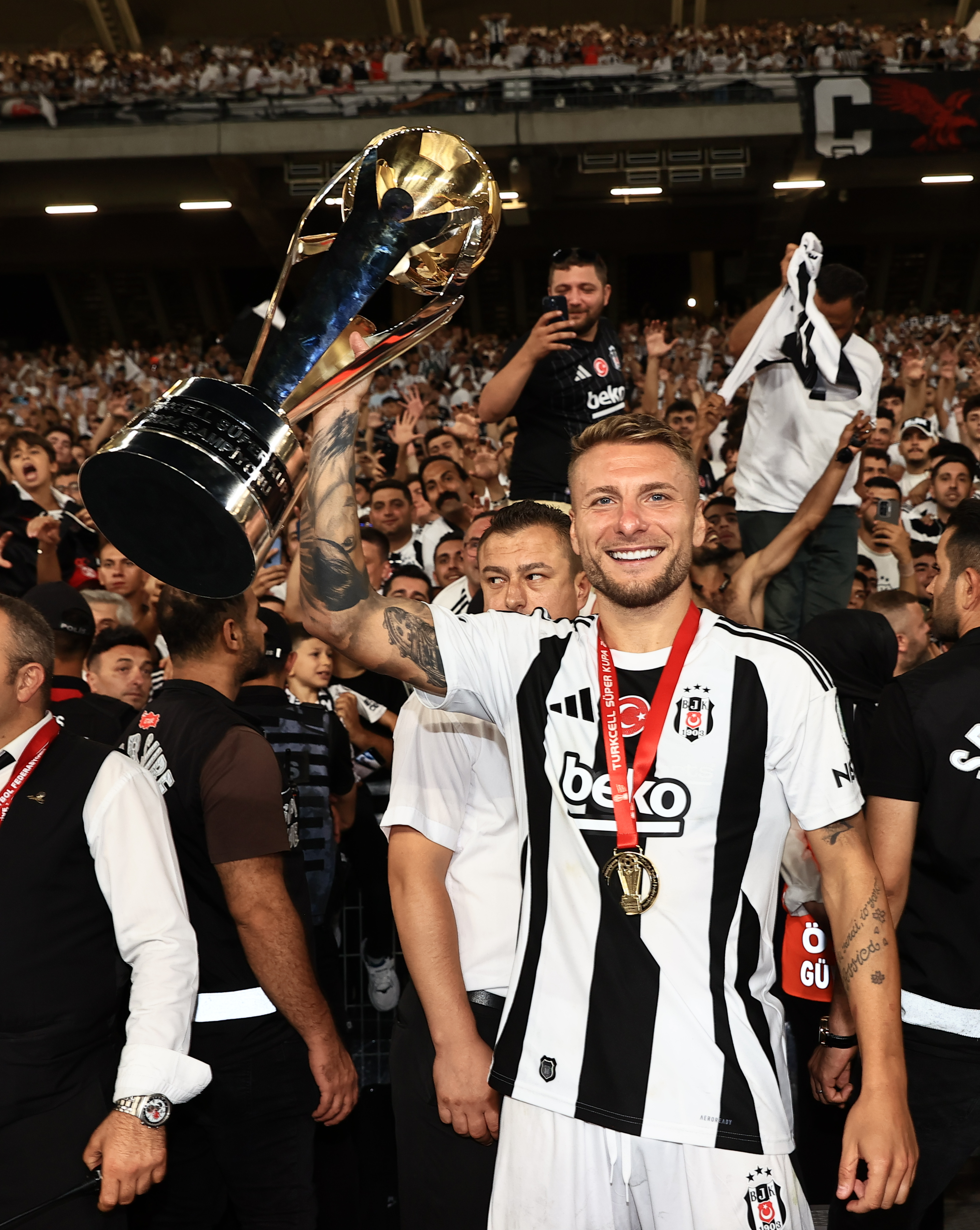
Immobile, al debutto con la maglia del Beşiktaş, solleva la Supercoppa di Turchia 2024 a cui ha contribuito con una doppietta

Il 13 luglio 2024 si trasferisce a titolo definitivo al Beşiktaş, nella massima serie turca. Debutta in maglia bianconera il successivo 3 agosto, nella finale della Supercoppa di Turchia contro il Galatasaray, realizzando una doppietta nel successo per 0-5 dei suoi e vincendo così il suo primo trofeo con la squadra istanbulina. Al termine della sua unica stagione turca, l'attaccante risolve il contratto con la società.
Il 10 luglio 2025 fa ritorno in Italia, accordandosi con il Bologna.

### Nazionale

#### Nazionali giovanili
Il 25 marzo 2009 esordisce con la nazionale Under-21 diretta dal commissario tecnico Pierluigi Casiraghi, nella partita amichevole Austria-Italia (2-2) giocata a Vienna. Nello stesso anno entra anche nella nazionale Under-20 di Francesco Rocca, con la quale partecipa ai Giochi del Mediterraneo 2009 di Pescara.
Torna in Under-21 a tre anni dall'esordio, il 25 aprile 2012, realizzando il suo primo gol con la maglia degli azzurrini nella partita amichevole vinta 4-1 contro la Scozia. Con l'Under-21 guidata da Devis Mangia partecipa all'europeo Under-21 2013 in Israele, dove realizza un gol nella finale persa 4-2 contro la Spagna.

#### Nazionale maggiore

##### Gli inizi (2014-2017)
Il 2 marzo 2014 ottiene la prima convocazione con la nazionale maggiore da parte del commissario tecnico Cesare Prandelli. Esordisce il 5 marzo 2014, a 24 anni, nell'amichevole contro la Spagna persa 1-0 a Madrid. Le ottime prestazioni offerte alla sua prima stagione nel Torino, con la conseguente vittoria della classifica marcatori in Serie A, lo portarono a essere convocato per il campionato del mondo 2014 in Brasile. Dopo l'esordio da subentrante nella vittoria per 2-1 contro l'Inghilterra, gioca da titolare l'ultima partita della fase a gironi contro l'Uruguay, che determina l'eliminazione dell'Italia.

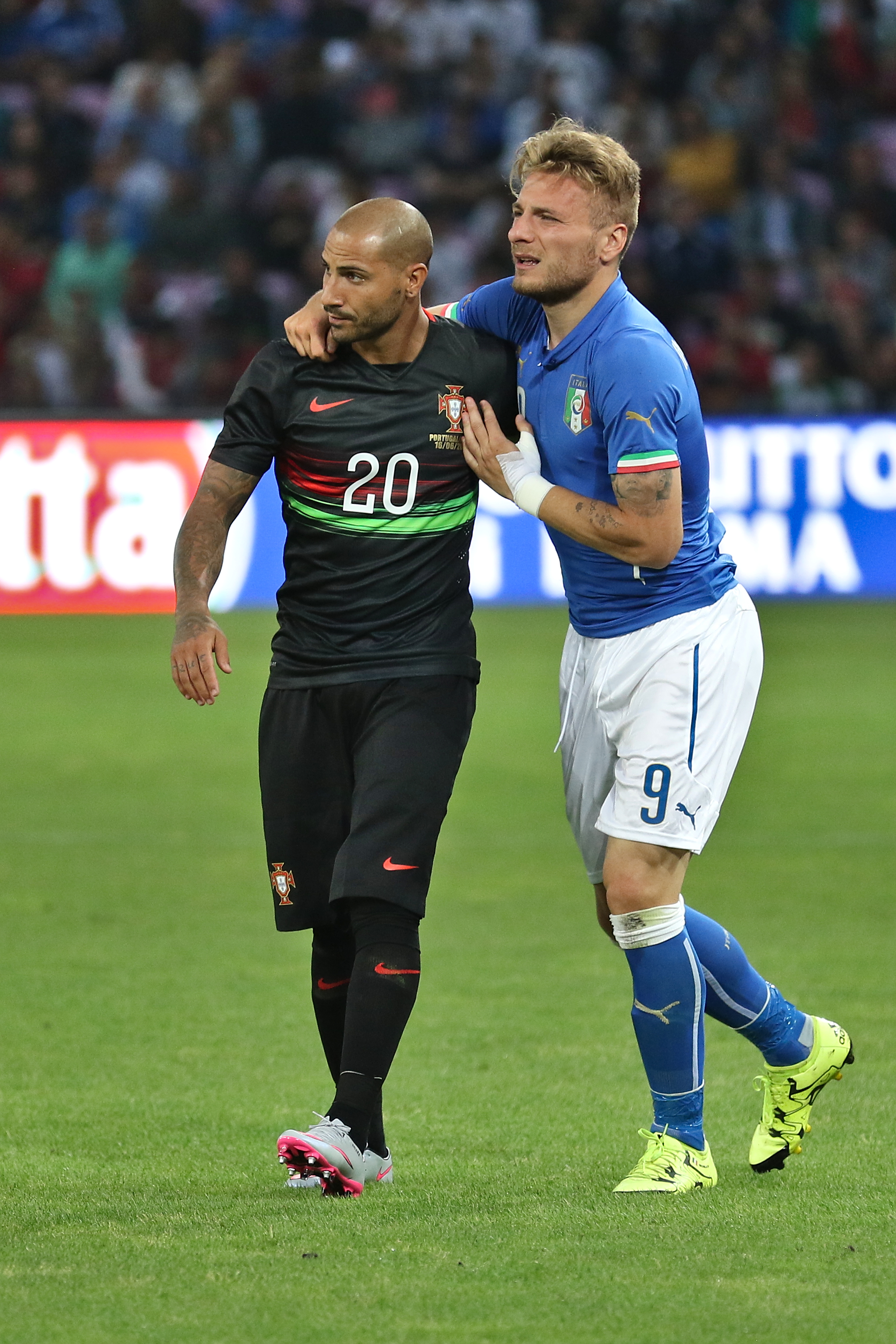
Immobile (a destra) in nazionale nel giugno 2015, insieme al collega lusitano Ricardo Quaresma

Il successivo 4 settembre mette a segno il suo primo gol in nazionale, al debutto della gestione tecnica di Antonio Conte, aprendo le marcature nell'amichevole di Bari vinta 2-0 sui Paesi Bassi. Nelle prime partite delle qualificazioni al campionato d'Europa 2016 viene schierato titolare nel tandem d'attacco azzurro, in coppia con Simone Zaza; i due verranno poi scavalcati nelle gerarchie da Éder e Graziano Pellè. Immobile viene comunque convocato per la fase finale dell'europeo in Francia, in cui ottiene due presenze, entrambe nella fase a gironi, contro Belgio e Irlanda.
Confermato nel gruppo azzurro, Immobile è titolare nella gestione del nuovo selezionatore Gian Piero Ventura, già suo allenatore ai tempi del Torino. Il 9 ottobre 2016, durante la sfida per le qualificazioni al campionato del mondo 2018 giocata a Skopje contro la Macedonia, realizza la sua prima doppietta in maglia azzurra, che consente all'Italia di vincere in rimonta per 3-2. Con 6 reti in dieci gare si laurea capocannoniere del girone G di qualificazione al mondiale, chiuso dall'Italia al secondo posto dietro la Spagna: viene schierato titolare nelle due partite del play-off del novembre 2017 contro la Svezia, che elimina gli azzurri dalla fase finale della rassegna iridata, a sessanta anni dall'unico precedente.

##### Dal dualismo con Belotti alla vittoria dell'europeo (2018-2022)
È confermato in azzurro all'avvio del ciclo di Roberto Mancini, il quale nel corso della sua gestione tecnica andrà a porre Immobile in diretta concorrenza con Andrea Belotti, dando vita di gara in gara a una vera e propria staffetta tra i due. Il 10 settembre 2018, in occasione della sconfitta 0-1 a Lisbona contro il Portogallo e valevole per la prima edizione della UEFA Nations League, scende in campo per la prima volta come capitano della nazionale. Nelle successive qualificazioni al campionato d'Europa 2020 ottiene quattro presenze e realizza 3 reti – significativa è quella che sblocca il risultato nel 2-1 alla Finlandia dell'8 settembre 2019, che vale il ritorno al gol in maglia azzurra dopo due anni. Dopo tre partite senza trovare la rete – che però vanno a comporre un altro lungo digiuno sottoporta in azzurro, stavolta protrattosi per sedici mesi –, il 25 marzo 2021 torna al gol siglando il definitivo 2-0 all'Irlanda del Nord, nella gara valida per le qualificazioni al campionato del mondo 2022.
Nel giugno 2021 è tra i convocati per la fase finale dell'europeo itinerante del 2020, posticipato di un anno a causa della pandemia di COVID-19. Vinto il ballottaggio con Belotti, Immobile ben si comporta nella fase a gironi, andando a segno nella gara inaugurale dell'11 giugno a Roma contro la Turchia, in cui realizza il momentaneo raddoppio nel 3-0 finale, per poi ripetersi nella partita seguente contro la Svizzera, siglando il definitivo 3-0. Le sue prestazioni risultano meno brillanti nella successiva fase a eliminazione diretta, dove non riesce più a trovare la via del gol; mantiene comunque la maglia da titolare fino alla finale di Wembley dell'11 luglio, in cui l'Italia supera i padroni di casa dell'Inghilterra ai tiri di rigore e vince il secondo titolo continentale della sua storia.
Nell'autunno seguente viene inizialmente inserito tra i convocati per la fase finale della UEFA Nations League 2020-2021, ma è poi costretto a saltare la final four a causa di un infortunio, venendo sostituito da Moise Kean. Il 24 marzo 2022 scende in campo, con la fascia da capitano, nella partita di semifinale degli spareggi di qualificazione al mondiale in Qatar, persa 1-0 contro la Macedonia del Nord a Palermo, che sancisce l'eliminazione dell'Italia.

##### L'interregno da capitano azzurro (2023)
Ormai tra i senatori del gruppo azzurro, nel giugno 2023 è tra i convocati per la fase finale della UEFA Nations League 2022-2023, ospitata dai Paesi Bassi: realizza dal dischetto il gol del momentaneo pareggio nella sconfitta per 2-1 in semifinale contro la Spagna – ponendo fine a un'altra lunga astinenza sottorete in maglia azzurra, che perdurava da due anni –, mentre non scende in campo nella successiva vittoria per 3-2 contro i padroni di casa, che vale all'Italia il terzo posto.
Nel settembre dello stesso anno, con l'inizio del ciclo di Luciano Spalletti sulla panchina azzurra e stante la mancata convocazione del capitano uscente Leonardo Bonucci, Immobile viene designato capitano pro tempore in occasione degli impegni dell'Italia nelle qualificazioni al campionato d'Europa 2024. Ciò nonostante ha modo di ricoprire il ruolo unicamente il 9 settembre 2023, nel pareggio 1-1 a Skopje contro la Macedonia del Nord, nel quale peraltro sblocca il punteggio; non viene infatti impiegato nel prosieguo delle qualificazioni, lasciando de facto la fascia a Gianluigi Donnarumma. Infine nel maggio del 2024, a corollario di una stagione insoddisfacente sul piano personale, viene escluso dalla rosa azzurra per la fase finale della manifestazione.

## Statistiche
Immobile, tra club, nazionale maggiore e nazionali giovanili, ha collezionato globalmente 658 partite segnando 330 reti, con una media di 0.5 reti a partita.

### Presenze e reti nei club
Statistiche aggiornate al 10 luglio 2025.
| Stagione        | Squadra           | Campionato      | Campionato | Campionato | Coppe nazionali | Coppe nazionali | Coppe nazionali | Coppe continentali | Coppe continentali | Coppe continentali | Altre coppe | Altre coppe | Altre coppe | Totale | Totale |
| Stagione        | Squadra           | Comp            | Pres       | Reti       | Comp            | Pres            | Reti            | Comp               | Pres               | Reti               | Comp        | Pres        | Reti        | Pres   | Reti   |
| --------------- | ----------------- | --------------- | ---------- | ---------- | --------------- | --------------- | --------------- | ------------------ | ------------------ | ------------------ | ----------- | ----------- | ----------- | ------ | ------ |
| 2006-2007       | Sorrento          | C2              | 0          | 0          | CI-C            | 2               | 0               | -                  | -                  | -                  | SdL-C2      | 1           | 0           | 3      | 0      |
| 2008-2009       | Juventus          | A               | 1          | 0          | CI              | 0               | 0               | UCL                | 0                  | 0                  | -           | -           | -           | 1      | 0      |
| 2009-2010       | Juventus          | A               | 2          | 0          | CI              | 1               | 0               | UCL                | 1                  | 0                  | -           | -           | -           | 4      | 0      |
| Totale Juventus | Totale Juventus   | Totale Juventus | 3          | 0          |                 | 1               | 0               |                    | 1                  | 0                  |             | -           | -           | 5      | 0      |
| 2010-gen. 2011  | Siena             | B               | 4          | 1          | CI              | 2               | 1               | -                  | -                  | -                  | -           | -           | -           | 6      | 2      |
| gen.-giu. 2011  | Grosseto          | B               | 16         | 1          | CI              | -               | -               | -                  | -                  | -                  | -           | -           | -           | 16     | 1      |
| 2011-2012       | Pescara           | B               | 37         | 28         | CI              | 0               | 0               | -                  | -                  | -                  | -           | -           | -           | 37     | 28     |
| 2012-2013       | Genoa             | A               | 33         | 5          | CI              | 1               | 0               | -                  | -                  | -                  | -           | -           | -           | 34     | 5      |
| 2013-2014       | Torino            | A               | 33         | 22         | CI              | 1               | 1               | -                  | -                  | -                  | -           | -           | -           | 34     | 23     |
| 2014-2015       | Borussia Dortmund | BL              | 24         | 3          | CG              | 3               | 3               | UCL                | 6                  | 4                  | SG          | 1           | 0           | 34     | 10     |
| 2015-gen. 2016  | Siviglia          | PD              | 8          | 2          | CR              | 3               | 2               | UCL                | 3                  | 0                  | SU          | 1           | 0           | 15     | 4      |
| gen.-giu. 2016  | Torino            | A               | 14         | 5          | CI              | -               | -               | -                  | -                  | -                  | -           | -           | -           | 14     | 5      |
| Totale Torino   | Totale Torino     | Totale Torino   | 47         | 27         |                 | 1               | 1               |                    | -                  | -                  |             | -           | -           | 48     | 28     |
| 2016-2017       | Lazio             | A               | 36         | 23         | CI              | 5               | 3               | -                  | -                  | -                  | -           | -           | -           | 41     | 26     |
| 2017-2018       | Lazio             | A               | 33         | 29         | CI              | 4               | 2               | UEL                | 9                  | 8                  | SI          | 1           | 2           | 47     | 41     |
| 2018-2019       | Lazio             | A               | 36         | 15         | CI              | 5               | 3               | UEL                | 5                  | 1                  | -           | -           | -           | 46     | 19     |
| 2019-2020       | Lazio             | A               | 37         | 36         | CI              | 2               | 1               | UEL                | 4                  | 2                  | SI          | 1           | 0           | 44     | 39     |
| 2020-2021       | Lazio             | A               | 35         | 20         | CI              | 1               | 0               | UCL                | 5                  | 5                  | -           | -           | -           | 41     | 25     |
| 2021-2022       | Lazio             | A               | 31         | 27         | CI              | 2               | 1               | UEL                | 7                  | 4                  | -           | -           | -           | 40     | 32     |
| 2022-2023       | Lazio             | A               | 31         | 12         | CI              | 1               | 0               | UEL+UECL           | 4+2                | 1+1                | -           | -           | -           | 38     | 14     |
| 2023-2024       | Lazio             | A               | 31         | 7          | CI              | 3               | 0               | UCL                | 8                  | 4                  | SI          | 1           | 0           | 43     | 11     |
| Totale Lazio    | Totale Lazio      | Totale Lazio    | 270        | 169        |                 | 23              | 10              |                    | 44                 | 26                 |             | 3           | 2           | 340    | 207    |
| 2024-2025       | Beşiktaş          | SL              | 30         | 15         | TK              | 2               | 0               | UEL                | 8                  | 2                  | ST          | 1           | 2           | 41     | 19     |
| 2025-2026       | Bologna           | A               | -          | -          | CI              | -               | -               | UEL                | -                  | -                  | SI          | -           | -           | -      | -      |
| Totale carriera | Totale carriera   | Totale carriera | 472        | 251        |                 | 38              | 17              |                    | 62                 | 32                 |             | 7           | 4           | 579    | 304    |

### Cronologia presenze e reti in nazionale
| Cronologia completa delle presenze e delle reti in nazionale ― Italia | Cronologia completa delle presenze e delle reti in nazionale ― Italia | Cronologia completa delle presenze e delle reti in nazionale ― Italia | Cronologia completa delle presenze e delle reti in nazionale ― Italia | Cronologia completa delle presenze e delle reti in nazionale ― Italia | Cronologia completa delle presenze e delle reti in nazionale ― Italia | Cronologia completa delle presenze e delle reti in nazionale ― Italia | Cronologia completa delle presenze e delle reti in nazionale ― Italia |
| Data                                                                  | Città                                                                 | In casa                                                               | Risultato                                                             | Ospiti                                                                | Competizione                                                          | Reti                                                                  | Note                                                                  |
| --------------------------------------------------------------------- | --------------------------------------------------------------------- | --------------------------------------------------------------------- | --------------------------------------------------------------------- | --------------------------------------------------------------------- | --------------------------------------------------------------------- | --------------------------------------------------------------------- | --------------------------------------------------------------------- |
| 5-3-2014                                                              | Madrid                                                                | Spagna                                                                | 1 – 0                                                                 | Italia                                                                | Amichevole                                                            | -                                                                     | 69’                                                                   |
| 31-5-2014                                                             | Londra                                                                | Italia                                                                | 0 – 0                                                                 | Irlanda                                                               | Amichevole                                                            | -                                                                     | 56’                                                                   |
| 14-6-2014                                                             | Manaus                                                                | Inghilterra                                                           | 1 – 2                                                                 | Italia                                                                | Mondiali 2014 - 1º turno                                              | -                                                                     | 73’                                                                   |
| 24-6-2014                                                             | Natal                                                                 | Italia                                                                | 0 – 1                                                                 | Uruguay                                                               | Mondiali 2014 - 1º turno                                              | -                                                                     | 71’                                                                   |
| 4-9-2014                                                              | Bari                                                                  | Italia                                                                | 2 – 0                                                                 | Paesi Bassi                                                           | Amichevole                                                            | 1                                                                     | 77’                                                                   |
| 9-9-2014                                                              | Oslo                                                                  | Norvegia                                                              | 0 – 2                                                                 | Italia                                                                | Qual. Euro 2016                                                       | -                                                                     |                                                                       |
| 10-10-2014                                                            | Palermo                                                               | Italia                                                                | 2 – 1                                                                 | Azerbaigian                                                           | Qual. Euro 2016                                                       | -                                                                     |                                                                       |
| 13-10-2014                                                            | Ta' Qali                                                              | Malta                                                                 | 0 – 1                                                                 | Italia                                                                | Qual. Euro 2016                                                       | -                                                                     | 65’                                                                   |
| 16-11-2014                                                            | Milano                                                                | Italia                                                                | 1 – 1                                                                 | Croazia                                                               | Qual. Euro 2016                                                       | -                                                                     | 47’, 52’                                                              |
| 28-3-2015                                                             | Sofia                                                                 | Bulgaria                                                              | 2 – 2                                                                 | Italia                                                                | Qual. Euro 2016                                                       | -                                                                     | 83’                                                                   |
| 31-3-2015                                                             | Torino                                                                | Italia                                                                | 1 – 1                                                                 | Inghilterra                                                           | Amichevole                                                            | -                                                                     | 61’                                                                   |
| 16-6-2015                                                             | Ginevra                                                               | Italia                                                                | 0 – 1                                                                 | Portogallo                                                            | Amichevole                                                            | -                                                                     | 73’                                                                   |
| 6-6-2016                                                              | Verona                                                                | Italia                                                                | 2 – 0                                                                 | Finlandia                                                             | Amichevole                                                            | -                                                                     |                                                                       |
| 13-6-2016                                                             | Lione                                                                 | Belgio                                                                | 0 – 2                                                                 | Italia                                                                | Euro 2016 - 1º turno                                                  | -                                                                     | 75’                                                                   |
| 22-6-2016                                                             | Lilla                                                                 | Italia                                                                | 0 – 1                                                                 | Irlanda                                                               | Euro 2016 - 1º turno                                                  | -                                                                     | 74’                                                                   |
| 5-9-2016                                                              | Haifa                                                                 | Israele                                                               | 1 – 3                                                                 | Italia                                                                | Qual. Mondiali 2018                                                   | 1                                                                     | 70’                                                                   |
| 6-10-2016                                                             | Torino                                                                | Italia                                                                | 1 – 1                                                                 | Spagna                                                                | Qual. Mondiali 2018                                                   | -                                                                     | 60’                                                                   |
| 9-10-2016                                                             | Skopje                                                                | Macedonia                                                             | 2 – 3                                                                 | Italia                                                                | Qual. Mondiali 2018                                                   | 2                                                                     |                                                                       |
| 12-11-2016                                                            | Vaduz                                                                 | Liechtenstein                                                         | 0 – 4                                                                 | Italia                                                                | Qual. Mondiali 2018                                                   | 1                                                                     | 81’                                                                   |
| 15-11-2016                                                            | Milano                                                                | Italia                                                                | 0 – 0                                                                 | Germania                                                              | Amichevole                                                            | -                                                                     | 89’                                                                   |
| 24-3-2017                                                             | Palermo                                                               | Italia                                                                | 2 – 0                                                                 | Albania                                                               | Qual. Mondiali 2018                                                   | 1                                                                     |                                                                       |
| 28-3-2017                                                             | Amsterdam                                                             | Paesi Bassi                                                           | 1 – 2                                                                 | Italia                                                                | Amichevole                                                            | -                                                                     | 53’                                                                   |
| 7-6-2017                                                              | Nizza                                                                 | Italia                                                                | 3 – 0                                                                 | Uruguay                                                               | Amichevole                                                            | -                                                                     | 40’, 82’                                                              |
| 11-6-2017                                                             | Udine                                                                 | Italia                                                                | 5 – 0                                                                 | Liechtenstein                                                         | Qual. Mondiali 2018                                                   | -                                                                     | 67’                                                                   |
| 2-9-2017                                                              | Madrid                                                                | Spagna                                                                | 3 – 0                                                                 | Italia                                                                | Qual. Mondiali 2018                                                   | -                                                                     | 78’                                                                   |
| 5-9-2017                                                              | Reggio Emilia                                                         | Italia                                                                | 1 – 0                                                                 | Israele                                                               | Qual. Mondiali 2018                                                   | 1                                                                     | 86’                                                                   |
| 6-10-2017                                                             | Torino                                                                | Italia                                                                | 1 – 1                                                                 | Macedonia                                                             | Qual. Mondiali 2018                                                   | -                                                                     |                                                                       |
| 9-10-2017                                                             | Scutari                                                               | Albania                                                               | 0 – 1                                                                 | Italia                                                                | Qual. Mondiali 2018                                                   | -                                                                     |                                                                       |
| 10-11-2017                                                            | Solna                                                                 | Svezia                                                                | 1 – 0                                                                 | Italia                                                                | Qual. Mondiali 2018                                                   | -                                                                     |                                                                       |
| 13-11-2017                                                            | Milano                                                                | Italia                                                                | 0 – 0                                                                 | Svezia                                                                | Qual. Mondiali 2018                                                   | -                                                                     | 90+2’                                                                 |
| 23-3-2018                                                             | Manchester                                                            | Argentina                                                             | 2 – 0                                                                 | Italia                                                                | Amichevole                                                            | -                                                                     | 74’                                                                   |
| 27-3-2018                                                             | Londra                                                                | Inghilterra                                                           | 1 – 1                                                                 | Italia                                                                | Amichevole                                                            | -                                                                     | 64’                                                                   |
| 10-9-2018                                                             | Lisbona                                                               | Portogallo                                                            | 1 – 0                                                                 | Italia                                                                | UEFA Nations League 2018-2019 - 1º turno                              | -                                                                     | Cap. 59’                                                              |
| 10-10-2018                                                            | Genova                                                                | Italia                                                                | 1 – 1                                                                 | Ucraina                                                               | Amichevole                                                            | -                                                                     | 57’                                                                   |
| 17-11-2018                                                            | Milano                                                                | Italia                                                                | 0 – 0                                                                 | Portogallo                                                            | UEFA Nations League 2018-2019 - 1º turno                              | -                                                                     | 74’                                                                   |
| 23-3-2019                                                             | Udine                                                                 | Italia                                                                | 2 – 0                                                                 | Finlandia                                                             | Qual. Euro 2020                                                       | -                                                                     | 80’                                                                   |
| 8-9-2019                                                              | Tampere                                                               | Finlandia                                                             | 1 – 2                                                                 | Italia                                                                | Qual. Euro 2020                                                       | 1                                                                     | 76’                                                                   |
| 12-10-2019                                                            | Roma                                                                  | Italia                                                                | 2 – 0                                                                 | Grecia                                                                | Qual. Euro 2020                                                       | -                                                                     | 80’                                                                   |
| 18-11-2019                                                            | Palermo                                                               | Italia                                                                | 9 – 1                                                                 | Armenia                                                               | Qual. Euro 2020                                                       | 2                                                                     |                                                                       |
| 4-9-2020                                                              | Firenze                                                               | Italia                                                                | 1 – 1                                                                 | Bosnia ed Erzegovina                                                  | UEFA Nations League 2020-2021 - 1º turno                              | -                                                                     | 73’                                                                   |
| 7-9-2020                                                              | Amsterdam                                                             | Paesi Bassi                                                           | 0 – 1                                                                 | Italia                                                                | UEFA Nations League 2020-2021 - 1º turno                              | -                                                                     |                                                                       |
| 14-10-2020                                                            | Bergamo                                                               | Italia                                                                | 1 – 1                                                                 | Paesi Bassi                                                           | UEFA Nations League 2020-2021 - 1º turno                              | -                                                                     |                                                                       |
| 25-3-2021                                                             | Parma                                                                 | Italia                                                                | 2 – 0                                                                 | Irlanda del Nord                                                      | Qual. Mondiali 2022                                                   | 1                                                                     |                                                                       |
| 28-3-2021                                                             | Sofia                                                                 | Bulgaria                                                              | 0 – 2                                                                 | Italia                                                                | Qual. Mondiali 2022                                                   | -                                                                     | 75’                                                                   |
| 31-3-2021                                                             | Vilnius                                                               | Lituania                                                              | 0 – 2                                                                 | Italia                                                                | Qual. Mondiali 2022                                                   | 1                                                                     | Cap.                                                                  |
| 4-6-2021                                                              | Bologna                                                               | Italia                                                                | 4 – 0                                                                 | Rep. Ceca                                                             | Amichevole                                                            | 1                                                                     | 77’                                                                   |
| 11-6-2021                                                             | Roma                                                                  | Turchia                                                               | 0 – 3                                                                 | Italia                                                                | Euro 2020 - 1º turno                                                  | 1                                                                     | 81’                                                                   |
| 16-6-2021                                                             | Roma                                                                  | Italia                                                                | 3 – 0                                                                 | Svizzera                                                              | Euro 2020 - 1º turno                                                  | 1                                                                     |                                                                       |
| 26-6-2021                                                             | Londra                                                                | Italia                                                                | 2 – 1 dts                                                             | Austria                                                               | Euro 2020 - Ottavi di finale                                          | -                                                                     | 84’                                                                   |
| 2-7-2021                                                              | Monaco di Baviera                                                     | Belgio                                                                | 1 – 2                                                                 | Italia                                                                | Euro 2020 - Quarti di finale                                          | -                                                                     | 74’                                                                   |
| 6-7-2021                                                              | Londra                                                                | Italia                                                                | 1 – 1 dts (4 – 2 dtr)                                                 | Spagna                                                                | Euro 2020 - Semifinale                                                | -                                                                     | 62’                                                                   |
| 11-7-2021                                                             | Londra                                                                | Italia                                                                | 1 – 1 dts (3 – 2 dtr)                                                 | Inghilterra                                                           | Euro 2020 - Finale                                                    | -                                                                     | 55’                                                                   |
| 2-9-2021                                                              | Firenze                                                               | Italia                                                                | 1 – 1                                                                 | Bulgaria                                                              | Qual. Mondiali 2022                                                   | -                                                                     | 76’                                                                   |
| 5-9-2021                                                              | Basilea                                                               | Svizzera                                                              | 0 – 0                                                                 | Italia                                                                | Qual. Mondiali 2022                                                   | -                                                                     | 59’                                                                   |
| 24-3-2022                                                             | Palermo                                                               | Italia                                                                | 0 – 1                                                                 | Macedonia del Nord                                                    | Qual. Mondiali 2022                                                   | -                                                                     | Cap. 77’                                                              |
| 15-6-2023                                                             | Enschede                                                              | Spagna                                                                | 2 – 1                                                                 | Italia                                                                | UEFA Nations League 2022-2023 - Semifinale                            | 1                                                                     | 38’ 60’                                                               |
| 9-9-2023                                                              | Skopje                                                                | Macedonia del Nord                                                    | 1 – 1                                                                 | Italia                                                                | Qual. Euro 2024                                                       | 1                                                                     | Cap.                                                                  |
| Totale                                                                |                                                                       | Presenze                                                              | 57                                                                    |                                                                       | Reti                                                                  | 17                                                                    |                                                                       |

| Cronologia completa delle presenze e delle reti in nazionale ― Italia under 21 | Cronologia completa delle presenze e delle reti in nazionale ― Italia under 21 | Cronologia completa delle presenze e delle reti in nazionale ― Italia under 21 | Cronologia completa delle presenze e delle reti in nazionale ― Italia under 21 | Cronologia completa delle presenze e delle reti in nazionale ― Italia under 21 | Cronologia completa delle presenze e delle reti in nazionale ― Italia under 21 | Cronologia completa delle presenze e delle reti in nazionale ― Italia under 21 | Cronologia completa delle presenze e delle reti in nazionale ― Italia under 21 |
| Data                                                                           | Città                                                                          | In casa                                                                        | Risultato                                                                      | Ospiti                                                                         | Competizione                                                                   | Reti                                                                           | Note                                                                           |
| ------------------------------------------------------------------------------ | ------------------------------------------------------------------------------ | ------------------------------------------------------------------------------ | ------------------------------------------------------------------------------ | ------------------------------------------------------------------------------ | ------------------------------------------------------------------------------ | ------------------------------------------------------------------------------ | ------------------------------------------------------------------------------ |
| 25-3-2009                                                                      | Vienna                                                                         | Austria under 21                                                               | 2 – 2                                                                          | Italia under 21                                                                | Amichevole                                                                     | -                                                                              | 74’                                                                            |
| 25-4-2012                                                                      | Edimburgo                                                                      | Scozia under 21                                                                | 1 – 4                                                                          | Italia under 21                                                                | Amichevole                                                                     | 1                                                                              | 78’                                                                            |
| 4-6-2012                                                                       | Sligo                                                                          | Irlanda under 21                                                               | 2 – 2                                                                          | Italia under 21                                                                | Qual. Europeo Under-21 2013                                                    | 1                                                                              | 85’                                                                            |
| 15-8-2012                                                                      | Leeuwarden                                                                     | Paesi Bassi under 21                                                           | 0 – 3                                                                          | Italia under 21                                                                | Amichevole                                                                     | 1                                                                              |                                                                                |
| 6-9-2012                                                                       | Casarano                                                                       | Italia under 21                                                                | 7 – 0                                                                          | Liechtenstein under 21                                                         | Qual. Europeo Under-21 2013                                                    | 1                                                                              | 58’                                                                            |
| 10-9-2012                                                                      | Casarano                                                                       | Italia under 21                                                                | 2 – 4                                                                          | Irlanda under 21                                                               | Qual. Europeo Under-21 2013                                                    | -                                                                              | 58’                                                                            |
| 12-10-2012                                                                     | Pescara                                                                        | Italia under 21                                                                | 1 – 0                                                                          | Svezia under 21                                                                | Qual. Europeo Under-21 2013                                                    | 1                                                                              | 58’                                                                            |
| 16-10-2012                                                                     | Kalmar                                                                         | Svezia under 21                                                                | 2 – 3                                                                          | Italia under 21                                                                | Qual. Europeo Under-21 2013                                                    | 1                                                                              | 90’                                                                            |
| 13-11-2012                                                                     | Siena                                                                          | Italia under 21                                                                | 1 – 3                                                                          | Spagna under 21                                                                | Amichevole                                                                     | -                                                                              | 46’                                                                            |
| 6-2-2013                                                                       | Andria                                                                         | Italia under 21                                                                | 1 – 0                                                                          | Germania under 21                                                              | Amichevole                                                                     | -                                                                              | 75’                                                                            |
| 22-3-2013                                                                      | Cittadella                                                                     | Italia under 21                                                                | 2 – 0                                                                          | Russia under 21                                                                | Amichevole                                                                     | 1                                                                              | 65’                                                                            |
| 25-3-2013                                                                      | Bassano del Grappa                                                             | Italia under 21                                                                | 1 – 0                                                                          | Ucraina under 21                                                               | Amichevole                                                                     | 1                                                                              | 89’                                                                            |
| 5-6-2013                                                                       | Tel Aviv                                                                       | Inghilterra under 21                                                           | 0 – 1                                                                          | Italia under 21                                                                | Europeo Under-21 2013 - 1º turno                                               | -                                                                              | 60’                                                                            |
| 8-6-2013                                                                       | Tel Aviv                                                                       | Italia under 21                                                                | 4 – 0                                                                          | Israele under 21                                                               | Europeo Under-21 2013 - 1º turno                                               | -                                                                              |                                                                                |
| 15-6-2013                                                                      | Petah Tiqwa                                                                    | Italia under 21                                                                | 1 – 0                                                                          | Paesi Bassi under 21                                                           | Europeo Under-21 2013 - Semifinale                                             | -                                                                              | 63’                                                                            |
| 18-6-2013                                                                      | Gerusalemme                                                                    | Italia under 21                                                                | 2 – 4                                                                          | Spagna under 21                                                                | Europeo Under-21 2013 - Finale                                                 | 1                                                                              | 58’                                                                            |
| Totale                                                                         |                                                                                | Presenze                                                                       | 16                                                                             |                                                                                | Reti                                                                           | 9                                                                              |                                                                                |

### Record

#### Lazio
- Calciatore con il maggiore numero di gol realizzati in tutte le competizioni ufficiali (207).[3]
- Calciatore con il maggiore numero di gol realizzati in Serie A (169).[90]
- Calciatore con il maggiore numero di gol realizzati in Coppa UEFA/Europa League (16).
- Calciatore con il maggiore numero di gol realizzati nelle competizioni UEFA per club (26).[93]
- Calciatore, insieme a Giuseppe Signori, ad aver vinto più classifiche marcatori della Serie A (3) nella storia della Lazio.

#### Individuali
- Uno dei tre calciatori nella storia della Serie A, insieme a Zlatan Ibrahimović e Luca Toni, ad avere vinto il titolo di capocannoniere con la maglia di due squadre differenti (Torino e Lazio).
- Insieme a Gonzalo Higuaín, è il calciatore ad aver segnato più reti (36) in una singola stagione del campionato italiano di Serie A a girone unico.[4]
- Calciatore italiano con più classifiche marcatori vinte (4) nella storia della Serie A.[2]
- Primo calciatore italiano capace di realizzare almeno 25 reti in almeno tre campionati di Serie A (2017-18, 2019-20 e 2021-22). Terzo giocatore assoluto a riuscirci dopo Gunnar Nordahl e István Nyers.[91]
- Calciatore in attività con il maggior numero di gol segnati in Serie A (201).[98]
- Calciatore con il maggior numero di gol segnati in trasferta in Serie A (103).[97]
- Calciatore in attività con il maggior numero di gol segnati con la nazionale italiana (17).

## Palmarès

### Club

#### Competizioni giovanili
- Torneo di Viareggio: 2

Juventus: 2009, 2010

#### Competizioni nazionali
- Campionato italiano di Serie B: 1

Pescara: 2011-2012
- Supercoppa di Germania: 1

Borussia Dortmund: 2014
- Supercoppa italiana: 2

Lazio: 2017, 2019
- Coppa Italia: 1

Lazio: 2018-2019
- Supercoppa di Turchia: 1

Beşiktaş: 2024

### Nazionale
- Campionato d'Europa: 1

Europa 2020

### Individuale
- Capocannoniere del Torneo di Viareggio: 1

2010 (10 gol)
- Golden Boy del Torneo di Viareggio: 1

2010
- Capocannoniere della Serie B: 1

2011-2012 (28 gol)
- Gran Galà del calcio AIC: 5

Miglior giovane della Serie B: 2012
Squadra dell'anno: 2014, 2018, 2020, 2022
- Capocannoniere della Serie A: 4

2013-2014 (22 gol), 2017-2018 (29 gol, a pari merito con Mauro Icardi), 2019-2020 (36 gol), 2021-2022 (27 gol)
- Premio nazionale Andrea Fortunato nella categoria Calciatori: 1

2017
- Capocannoniere della UEFA Europa League: 1

2017-2018 (8 gol, a pari merito con Aritz Aduriz)
- Squadra della stagione della UEFA Europa League: 1

2017-2018
- Premi Lega Serie A: 2

Miglior attaccante: 2019-2020, 2021-2022
- Scarpa d'oro: 1

2019-2020
- Gazzetta Sports Awards: 1

Categoria Uomo dell'anno in ambito italiano: 2020
- Miglior giocatore della Supercoppa di Turchia: 1

2024